# Enders Colsman
Enders Colsman AG (precedentemente August Enders AG e Colsman GmbH & Co. KG ) è una società per azioni tedesca che opera dal 1883 nella lavorazione del metallo. Sotto il marchio omonimo produce griglie, stufe a gas, radiatori elettrici a infrarossi, prodotti da campeggio e altre apparecchiature progettate per uso professionale e domestico.

## Storia
Nel 1883, il fabbro professionista August Enders aprì la sua piccola produzione di forgia usando l'acqua del fiume come alimentazione per la fucina. Nel 1910, August morì. A quel tempo, il numero di dipendenti della sua azienda era cresciuto, toccando 350 persone. La società fu riorganizzata in una società a responsabilità limitata, e nel 1923, in una società per azioni. All'inizio della prima guerra mondiale, lo staff della compagnia era raddoppiato. Sopravvissuta agli anni della guerra, la società ha continuato a lavorare nella sua nicchia, producendo elementi di decorazione d'interni, luci per biciclette e attrezzature da campeggio. Durante la seconda guerra mondiale, August Enders AG produsse anche elementi di uso militare (conseguenza della così detta guerra totale), in seguito ai quali divenne un bersaglio per i bombardieri dei paesi alleati.

### Storia Recente
Il 24 settembre 2004, in base all'accordo di fusione del 30 agosto 2004, August Enders AG si è fusa con Colsman GmbH & Co. KG, a seguito della quale la nuova società ha assunto il nome attuale Enders Colsman AG.
I prodotti dell'azienda vengono esportati in paesi dell'Europa e del Nord America. Nel 2006, possiede stabilimenti di produzione in Cina. Molto attiva anche sul territorio dell'ex Unione Sovietica: nel 2012, Enders Colsman AG è stata espositrice alla fiera internazionale Barbecue Expo-2012 a Mosca.